# Jacob Duck
Jacob Duck (1600, Utrecht - janvier 1667, Utrecht), est un peintre néerlandais du siècle d'or.

## Biographie
Jacob Duck est né en 1600 à Utrecht aux Pays-Bas. En 1611, il étudie à Utrecht pour devenir orfèvre et devient maître-orfèvre en 1619. En 1621, il s'initie à la peinture auprès de Joost Cornelisz Droochsloot. Il est d'abord actif à Utrecht, et devient membre de la Guilde de Saint-Luc d'Utrecht en tant qu'apprenti en 1629 et maître en 1630. Il travaille ensuite à Haarlem de 1636 à 1646. Il est membre de la Guilde de Saint-Luc d'Haarlem à partir de 1636. Il part ensuite s'installer et travailler à La Haye de 1656 à 1660, où il est membre de la Confrérie Pictura. Il retourne à Utrecht en 1661. Il meurt en 1667 et est inhumé le 28 janvier 1667 au monastère Sainte Marie-Madeleine d'Utrecht.
Jacob Duck est connu pour ses œuvres dépeignant des personnages, souvent militaires et des scènes de la vie quotidienne. Son travail est souvent associé à l'œuvre de Pieter Codde.

## Œuvres

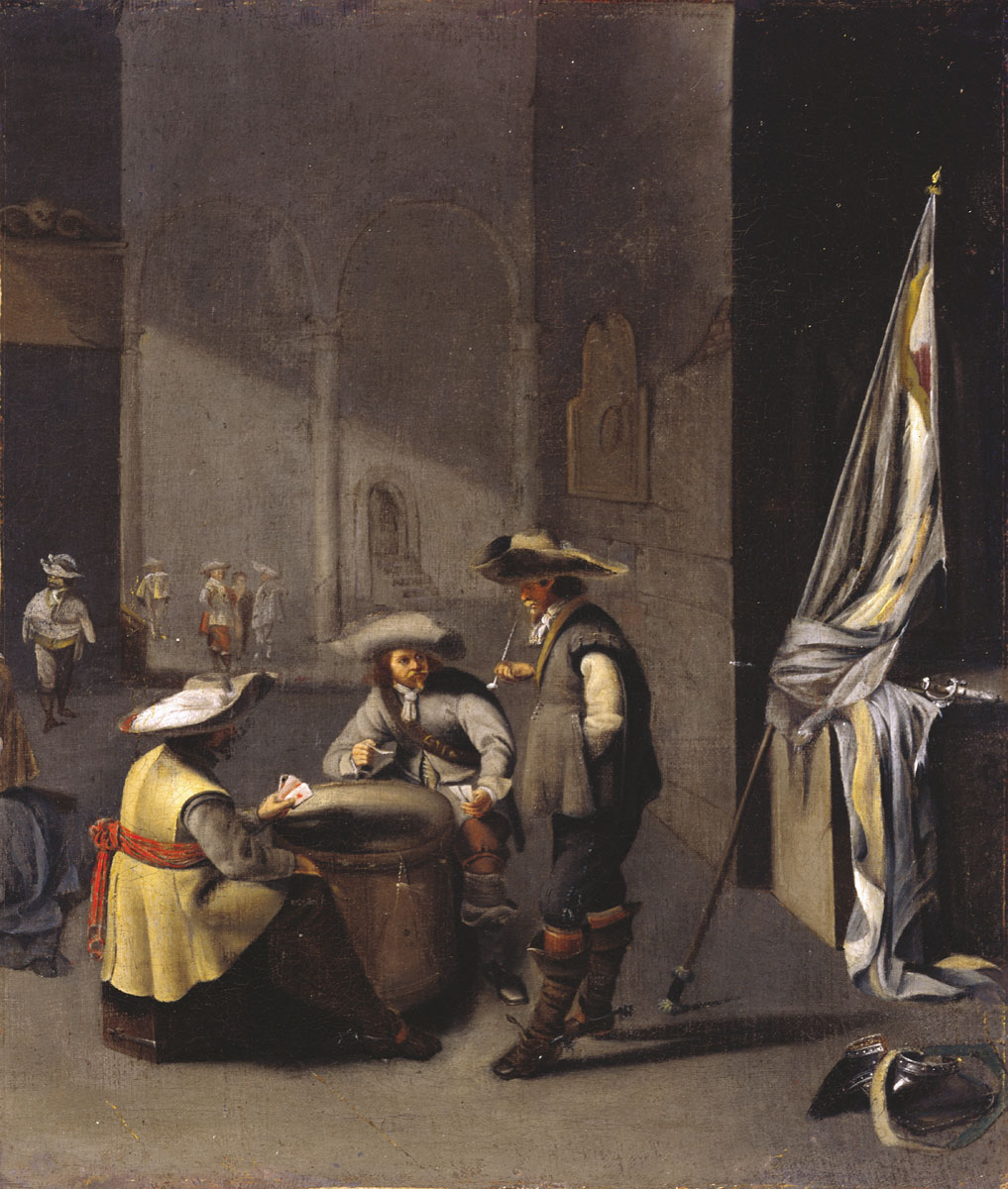
Un garde, des soldats et un jeu de cartes par Jacob Duck, Musée des Beaux Arts de Budapest.

- Garde militaire[3], Musée de l'Ermitage, Saint-Petersbourg, Russie
- Soldats au repos[4], Musée de l'Ermitage, Saint-Petersbourg, Russie
- Les tastevins[5], Rijksmuseum, Amsterdam
- Soldats dans une étable[6], Rijksmuseum, Amsterdam
- Scène galante, Musée des Beaux-Arts de Nîmes, (dépôt du musée du Louvre).
- Le Partage du butin, huile sur bois, 45 × 73 cm, collection privée, Vente Coutau-Bégarie 1997[7]